# Ivan Hašek
Ivan Hašek, född 6 september 1963 i Městec Králové, Tjeckien, är en tjeckisk före detta  fotbollsspelare.